# A Moment in Time
A Moment in Time — третий официальный DVD музыкального коллектива Anathema.

## Время, дата, компания
Видео «A Moment in Time» было снято 4 марта 2006 года на фестивале Metalmania в Польше. Выпущено в июле того же года компанией Metal Mind.

## Сет-лист выступления на фестивале Metalmania
1. Shroud of False
2. Fragile Dreams
3. Balance
4. Closer
5. Lost Control
6. Empty
7. A Natural Disaster
8. Inner Silence
9. One Last Goodbye
10. Judgement
11. Panic
12. Flying
13. Angelica
14. Comfortably Numb (кавер-версия Pink Floyd)

## Бонусы

### Интервью
Релиз включает также интервью с участниками группы, которые комментируют следующие вопросы и темы:
1. The Beginning
2. Line-Up Changes
3. Music
4. (R)Evolution
5. Favorite Music
6. Turning Points
7. Leadership ?/Lyrics
8. Communication

### Выступление в Кракове 2004 года
1. Slepless
2. A Dying Wish
3. Albatross (кавер-версия Fleetwood Mac)
4. Fragile Dreams